# داميون ستيوارت
داميون ستيوارت (بالإنجليزية: Damion Stewart)‏ (18 أغسطس 1980 بجامايكا - ) هو لاعب كرة قدم جامايكي في مركز الدفاع. شارك مع منتخب جامايكا لكرة القدم. أما مع النوادي، فقد لعب مع برادفورد سيتي وكوينز بارك رينجرز ونادي بريستول سيتي ونادي هاربور فيو ونوتس كاونتي ونادي بهانغ ‏.

## وصلات خارجية
- داميون ستيوارت على موقع قاعدة بيانات كرة القدم.إي يو (الإنجليزية)
- داميون ستيوارت على موقع ناشيونال فوتبول تيمز (الإنجليزية)
- داميون ستيوارت على موقع Soccerbase.com (لاعب) (الإنجليزية)